# Karlsruher Sport-Club Mühlburg-Phönix 1987-1988
Questa voce raccoglie le informazioni riguardanti il Karlsruher Sport-Club Mühlburg-Phönix nelle competizioni ufficiali della stagione 1987-1988.

## Stagione
Nella stagione 1987-1988 il Karlsruhe, allenato da Winfried Schäfer, concluse il campionato di Bundesliga al 15º posto. In Coppa di Germania il Karlsruhe fu eliminato al secondo turno dal Norimberga.

## Rosa
| N. |                     | Ruolo | Calciatore         |
| -- | ------------------- | ----- | ------------------ |
| 2  | Germania (bandiera) | D     | Gunther Metz       |
| 4  | Germania (bandiera) | D     | Michael Wittwer    |
|    | Germania (bandiera) | P     | Alexander Famulla  |
|    | Germania (bandiera) | P     | Oliver Kahn        |
|    | Germania (bandiera) | P     | Stefan Wimmer      |
|    | Croazia (bandiera)  | D     | Srećko Bogdan      |
|    | Germania (bandiera) | D     | Oliver Kreuzer     |
|    | Germania (bandiera) | D     | Jenner Külbag      |
|    | Germania (bandiera) | D     | Rüdiger Patzschke  |
|    | Germania (bandiera) | D     | Thomas Süss        |
|    | Germania (bandiera) | D     | Andreas Weiner     |
|    | Germania (bandiera) | D     | Karl-Heinz Wöhrlin |
|    | Germania (bandiera) | C     | Günter Franusch    |

| N. |                     | Ruolo | Calciatore        |
| -- | ------------------- | ----- | ----------------- |
|    | Germania (bandiera) | C     | Jörg Fuchslocher  |
|    | Germania (bandiera) | C     | Michael Harforth  |
|    | Germania (bandiera) | C     | Frank Kastner     |
|    | Serbia (bandiera)   | C     | Milorad Pilipović |
|    | Germania (bandiera) | C     | Rainer Scharinger |
|    | Germania (bandiera) | C     | Lars Schmidt      |
|    | Germania (bandiera) | C     | Michael Spies     |
|    | Germania (bandiera) | C     | Wolfgang Trapp    |
|    | Germania (bandiera) | A     | Arno Glesius      |
|    | Germania (bandiera) | A     | Jochen Heisig     |
|    | Germania (bandiera) | A     | Helmut Hermann    |
|    | Germania (bandiera) | A     | Joachim Keller    |
|    | Germania (bandiera) | A     | Bernhard Raab     |

## Organigramma societario
Area tecnica
- Allenatore: Winfried Schäfer
- Allenatore in seconda:
- Preparatore dei portieri:
- Preparatori atletici:

## Calciomercato

### Sessione estiva
| Acquisti | Acquisti           | Acquisti             | Acquisti |
| R.       | Nome               | da                   | Modalità |
| -------- | ------------------ | -------------------- | -------- |
| A        | Jochen Heisig      | Heilbronn            |          |
| P        | Oliver Kahn        | Karlsruhe (juniores) |          |
| C        | Frank Kastner      | Karlsruhe (juniores) |          |
| D        | Gunther Metz       | Kaiserslautern       |          |
| C        | Rainer Scharinger  | ASV Durlach          |          |
| C        | Michael Spies      | Ulma                 |          |
| D        | Thomas Süss        | Basilea              |          |
| D        | Karl-Heinz Wöhrlin | Uerdingen 05         |          |

| Cessioni | Cessioni          | Cessioni        | Cessioni |
| R.       | Nome              | a               | Modalità |
| -------- | ----------------- | --------------- | -------- |
| A        | Emanuel Günther   | 1. FC Pforzheim |          |
| C        | Rainer Schütterle | Stoccarda       |          |

### Sessione invernale
| Acquisti | Acquisti | Acquisti | Acquisti |
| R.       | Nome     | da       | Modalità |
| -------- | -------- | -------- | -------- |

| Cessioni | Cessioni | Cessioni | Cessioni |
| R.       | Nome     | a        | Modalità |
| -------- | -------- | -------- | -------- |

## Risultati

### Bundesliga

#### Girone di andata
| Arbitro: | Dellwing |

|                     |           |                   |
| Harforth 11’ (rig.) | Marcatori | 50’ Geilenkirchen |

| Arbitro: | Broska |

|                          |           |  |
| Ordenewitz 36’ Meier 85’ | Marcatori |  |

| Arbitro: | Bruch |

|                                               |           |            |
| Glesius 8’ Süss 38’ Pilipović 50’ Hermann 90’ | Marcatori | 49’ Patzke |

| Arbitro: | Krug |

|                                          |           |                  |
| Reich 25’ (rig.), 72’ (rig.) Willmer 90’ | Marcatori | 12’, 69’ Glesius |

| Arbitro: | Richmann |

|  |           |                                   |
|  | Marcatori | 30’, 38’ Glesius 68’, 82’ Hermann |

| Arbitro: | Gabor |

|               |           |  |
| Pilipović 33’ | Marcatori |  |

| Arbitro: | Eli |

|                                            |           |  |
| Leifeld 12’, 77’ Nehl 28’, 62’ Reekers 33’ | Marcatori |  |

| Arbitro: | Theobald |

|             |           |  |
| Hermann 47’ | Marcatori |  |

| Arbitro: | Kruse |

|                           |           |                      |
| Allgöwer 5’ Klinsmann 35’ | Marcatori | 48’ Spies 82’ Heisig |

| Arbitro: | Wiesel |

|            |           |           |
| Kreuzer 3’ | Marcatori | 54’ Rolff |

| Arbitro: | Zimmermann |

|  |           |                      |
|  | Marcatori | 44’ Glesius 80’ Raab |

| Arbitro: | Ahlenfelder |

|  |           |                |
|  | Marcatori | 64’ Rummenigge |

| Arbitro: | Weber |

|                              |           |             |
| Bührer 17’, 45’, 60’ Lux 72’ | Marcatori | 68’ Kreuzer |

| Arbitro: | Pauly |

|                        |           |             |
| Hermann 50’ Heisig 75’ | Marcatori | 26’ Freiler |

| Arbitro: | Dellwing |

|                                                  |           |  |
| Dittwar 9’ Schwabl 30’ Stenzel 59’ Grahammer 73’ | Marcatori |  |

| Arbitro: | Föckler |

|                         |           |                             |
| Glesius 60’ Hermann 70’ | Marcatori | 33’ Criens 82’ (rig.) Bruns |

| Arbitro: | Schmidhuber |

|                                                      |           |  |
| Körbel 35’ Détári 36’ Schulz 76’ Smolarek 83’ (rig.) | Marcatori |  |

#### Girone di ritorno
| Arbitro: | Theobald |

|                                                          |           |  |
| Olsen 28’ Görtz 68’ Baranowski 78’ Littbarski 89’ (rig.) | Marcatori |  |

| Arbitro: | Werner |

|  |           |                   |
|  | Marcatori | 17’, 84’ Neubarth |

| Arbitro: | Mierswa |

|                                      |           |              |
| Hannes 2’, 65’ (rig.) Tschiskale 58’ | Marcatori | 90’ Harforth |

| Arbitro: | Assenmacher |

|                            |           |                 |
| Harforth 83’ Pilipović 85’ | Marcatori | 58’ Grillemeier |

| Karlsruhe 5 marzo 1988, ore 15:30 CET 22ª giornata | Karlsruhe | 0 – 0 referto | Amburgo | Wildparkstadion (15 000 spett.)\| Arbitro: \| Broska \| |
| Arbitro:                                           | Broska    |               |         |                                                         |

| Arbitro: | Umbach |

|                    |           |          |
| Kreuzer 87’ (aut.) | Marcatori | 45’ Raab |

| Arbitro: | Bruch |

|             |           |  |
| Hermann 70’ | Marcatori |  |

| Arbitro: | Matheis |

|                                    |           |                       |
| Kuntz 20’, 59’ Funkel 67’ Fach 86’ | Marcatori | 30’ Glesius 77’ Spies |

| Arbitro: | Weber |

|  |           |                            |
|  | Marcatori | 21’ Allgöwer 86’ Klinsmann |

| Leverkusen 9 aprile 1988, ore 15:30 CEST 27ª giornata | Bayer Leverkusen | 0 – 0 referto | Karlsruhe | Ulrich-Haberland-Stadion (7 000 spett.)\| Arbitro: \| Barnick \| |
| Arbitro:                                              | Barnick          |               |           |                                                                  |

| Karlsruhe 16 aprile 1988, ore 15:30 CEST 28ª giornata | Karlsruhe | 0 – 0 referto | Borussia Dortmund | Wildparkstadion (16 000 spett.)\| Arbitro: \| Osmers \| |
| Arbitro:                                              | Osmers    |               |                   |                                                         |

| Arbitro: | Boos |

|                                 |           |          |
| Matthäus 24’ Wegmann 90’ (rig.) | Marcatori | 23’ Süss |

| Arbitro: | Kautschor |

|           |           |                 |
| Spies 23’ | Marcatori | 40’ (rig.) Dais |

| Arbitro: | Assenmacher |

|          |           |  |
| Keim 61’ | Marcatori |  |

| Arbitro: | Föckler |

|                |           |  |
| Spies 27’, 83’ | Marcatori |  |

| Arbitro: | Wiesel |

|                    |           |                        |
| Rahn 8’ Criens 45’ | Marcatori | 75’ Heisig 83’ Hermann |

| Arbitro: | Krug |

|             |           |            |
| Glesius 88’ | Marcatori | 17’ Schulz |

### Coppa di Germania
| Arbitro: | Kentsch |

|  |           |                                                                |
|  | Marcatori | 10’ Süss 34’ Bogdan 62’ Glesius 79’ (aut.) Biewendt 90’ Heisig |

| Arbitro: | Matheis |

|             |           |              |
| Glesius 74’ | Marcatori | 65’ Eckstein |

| Arbitro: | Kautschor |

|                               |           |            |
| Eckstein 46’ Philipkowski 50’ | Marcatori | 73’ Bogdan |

## Statistiche

### Statistiche di squadra
| Competizione      | Punti | In casa | In casa | In casa | In casa | In casa | In casa | In trasferta | In trasferta | In trasferta | In trasferta | In trasferta | In trasferta | Totale | Totale | Totale | Totale | Totale | Totale | DR  |
| Competizione      | Punti | G       | V       | N       | P       | Gf      | Gs      | G            | V            | N            | P            | Gf           | Gs           | G      | V      | N      | P      | Gf     | Gs     | DR  |
| ----------------- | ----- | ------- | ------- | ------- | ------- | ------- | ------- | ------------ | ------------ | ------------ | ------------ | ------------ | ------------ | ------ | ------ | ------ | ------ | ------ | ------ | --- |
| Bundesliga        | 29    | 17      | 7       | 7       | 3       | 19      | 14      | 17           | 2            | 4            | 11           | 18           | 41           | 34     | 9      | 11     | 14     | 37     | 55     | -18 |
| Coppa di Germania | -     | 1       | 0       | 1       | 0       | 1       | 1       | 2            | 1            | 0            | 1            | 6            | 2            | 3      | 1      | 1      | 1      | 7      | 3      | +4  |
| Totale            | 29    | 18      | 7       | 8       | 3       | 20      | 15      | 19           | 3            | 4            | 12           | 24           | 43           | 37     | 10     | 12     | 15     | 44     | 58     | -14 |

### Andamento in campionato
| Giornata  | 1  | 2  | 3 | 4  | 5 | 6 | 7 | 8 | 9 | 10 | 11 | 12 | 13 | 14 | 15 | 16 | 17 | 18 | 19 | 20 | 21 | 22 | 23 | 24 | 25 | 26 | 27 | 28 | 29 | 30 | 31 | 32 | 33 | 34 |
| --------- | -- | -- | - | -- | - | - | - | - | - | -- | -- | -- | -- | -- | -- | -- | -- | -- | -- | -- | -- | -- | -- | -- | -- | -- | -- | -- | -- | -- | -- | -- | -- | -- |
| Luogo     | C  | T  | C | T  | T | C | T | C | T | C  | T  | C  | T  | C  | T  | C  | T  | T  | C  | T  | C  | C  | T  | C  | T  | C  | T  | C  | T  | C  | T  | C  | T  | C  |
| Risultato | N  | P  | V | P  | V | V | P | V | N | N  | V  | P  | P  | V  | P  | N  | P  | P  | P  | P  | V  | N  | N  | V  | P  | P  | N  | N  | P  | N  | P  | V  | N  | N  |
| Posizione | 10 | 15 | 8 | 11 | 6 | 5 | 8 | 7 | 7 | 7  | 6  | 6  | 7  | 6  | 7  | 7  | 9  | 10 | 11 | 14 | 12 | 12 | 12 | 10 | 11 | 12 | 11 | 11 | 14 | 15 | 16 | 15 | 14 | 15 |

Legenda:

Luogo: C = Casa; T = Trasferta. Risultato: V = Vittoria; N = Pareggio; P = Sconfitta.

### Statistiche dei giocatori
| Giocatore      | Bundesliga | Bundesliga | Bundesliga  | Bundesliga | Coppa di Germania | Coppa di Germania | Coppa di Germania | Coppa di Germania | Totale   | Totale | Totale      | Totale     |
| Giocatore      | Presenze   | Reti       | Ammonizioni | Espulsioni | Presenze          | Reti              | Ammonizioni       | Espulsioni        | Presenze | Reti   | Ammonizioni | Espulsioni |
| -------------- | ---------- | ---------- | ----------- | ---------- | ----------------- | ----------------- | ----------------- | ----------------- | -------- | ------ | ----------- | ---------- |
| S. Bogdan      | 29         | 0          | 2           | 0          | 2                 | 2                 | 1                 | 0                 | 31       | 2      | 3           | 0          |
| A. Famulla     | 31         | 0          | 5           | 0          | 3                 | 0                 | 0                 | 0                 | 34       | 0      | 5           | 0          |
| G. Franusch    | 9          | 0          | 0           | 0          | 1                 | 0                 | 1                 | 0                 | 10       | 0      | 1           | 0          |
| J. Fuchslocher | 2          | 0          | 0           | 0          | 1                 | 0                 | 0                 | 0                 | 3        | 0      | 0           | 0          |
| A. Glesius     | 31         | 9          | 4           | 0          | 3                 | 2                 | 0                 | 0                 | 34       | 11     | 4           | 0          |
| M. Harforth    | 30         | 3          | 3           | 0          | 3                 | 0                 | 0                 | 0                 | 33       | 3      | 3           | 0          |
| J. Heisig      | 15         | 3          | 0           | 0          | 2                 | 1                 | 0                 | 0                 | 17       | 4      | 0           | 0          |
| H. Hermann     | 28         | 8          | 2           | 0          | 3                 | 0                 | 0                 | 0                 | 31       | 8      | 2           | 0          |
| O. Kahn        | 2          | 0          | 0           | 0          | 0                 | 0                 | 0                 | 0                 | 2        | 0      | 0           | 0          |
| F. Kastner     | 1          | 0          | 0           | 0          | 0                 | 0                 | 0                 | 0                 | 1        | 0      | 0           | 0          |
| J. Keller      | 4          | 0          | 0           | 0          | 0                 | 0                 | 0                 | 0                 | 4        | 0      | 0           | 0          |
| O. Kreuzer     | 34         | 2          | 2           | 0          | 3                 | 0                 | 1                 | 0                 | 37       | 2      | 3           | 0          |
| J. Külbag      | 3          | 0          | 0           | 0          | 1                 | 0                 | 0                 | 0                 | 4        | 0      | 0           | 0          |
| G. Metz        | 31         | 0          | 4           | 0          | 2                 | 0                 | 0                 | 0                 | 33       | 0      | 4           | 0          |
| R. Patzschke   | 5          | 0          | 0           | 0          | 0                 | 0                 | 0                 | 0                 | 5        | 0      | 0           | 0          |
| M. Pilipović   | 26         | 3          | 2           | 0          | 3                 | 0                 | 1                 | 0                 | 29       | 3      | 3           | 0          |
| B. Raab        | 17         | 2          | 0           | 0          | 1                 | 0                 | 0                 | 0                 | 18       | 2      | 0           | 0          |
| R. Scharinger  | 0          | 0          | 0           | 0          | 0                 | 0                 | 0                 | 0                 | 0        | 0      | 0           | 0          |
| L. Schmidt     | 21         | 0          | 2           | 0          | 0                 | 0                 | 0                 | 0                 | 21       | 0      | 2           | 0          |
| M. Spies       | 30         | 5          | 3           | 0          | 3                 | 0                 | 0                 | 0                 | 33       | 5      | 3           | 0          |
| T. Süss        | 32         | 2          | 5           | 0          | 3                 | 1                 | 1                 | 0                 | 35       | 3      | 6           | 0          |
| W. Trapp       | 31         | 0          | 9           | 0          | 3                 | 0                 | 0                 | 0                 | 34       | 0      | 9           | 0          |
| A. Weiner      | 0          | 0          | 0           | 0          | 0                 | 0                 | 0                 | 0                 | 0        | 0      | 0           | 0          |
| S. Wimmer      | 1          | 0          | 0           | 0          | 0                 | 0                 | 0                 | 0                 | 1        | 0      | 0           | 0          |
| M. Wittwer     | 0          | 0          | 0           | 0          | 0                 | 0                 | 0                 | 0                 | 0        | 0      | 0           | 0          |
| K. Wöhrlin     | 25         | 0          | 0           | 0          | 2                 | 0                 | 0                 | 0                 | 27       | 0      | 0           | 0          |